# George Crumb
George Henry Crumb (ur. 24 października 1929 w Charleston, zm. 6 lutego 2022 w Media) – amerykański kompozytor i pedagog.

## Życiorys
Kształcił się w Mason College of Music and Fine Arts w Charleston (Wirginia Zachodnia). Po ukończeniu w roku 1959 studiów kompozycji w klasie R.L Finneya w University of Michigan studiował kompozycję u Borisa Blachera w Hochschule für Musik w Berlinie Zachodnim – współcześnie to fakultet Berlińskiego Uniwersytetu Sztuk Pięknych (niem. Universität der Künste Berlin). 
Wykładał przez kilka lat przedmioty muzyczne (kompozycja, fortepian, teoria) w University of Colorado (1959-64), a następnie związał się od 1965 z katedrą kompozycji w University of Pennsylvania w Filadelfii. Od 1983 był profesorem Annenberg School of Communication w Filadelfii.
Był laureatem stypendiów i zamówień fundacji Fullbrighta, Rockefellera, Guggenheima, Coolidge’a oraz National Institute of Arts and Letters.
Crumb publikował swoje kompozycje w Edition Peters.

## Twórczość
O utworach z lat 50. Crumb pisał: Moja muzyka brzmiała bardzo podobnie do Bartóka. Wpływ kompozytorów wiedeńskich pojawił się później, ale nigdy naprawdę nie pisałem muzyki 12-tonowej. (Down Beat, X 1976).
W napisanych dla pianisty D. Burge'a Five Pieces for Piano (1962) po raz pierwszy wykorzystał efekt uzyskany grą wewnątrz fortepianu.
Wśród utworów z lat 60. wyróżnia się grupa dzieł wokalno-instrumentalnych opartych na poezji Federico Garcii Lorki: Night Music I (1963), cztery księgi Madrigals (I i II - 1965, II i IV - 1969), Songs, Drones and Refrains of Death (1968), Night of the Four Moons (1969) oraz Ancient Voices of Children (1970).
Dzieła Crumba cechuje myślenie archetypiczne. Kompozytor sięgał do kulturowych archetypów ludzkiej egzystencji przybranych w poetyckie symbole, a za ich pośrednictwem - do sfery kosmicznego uniwersum. Łączył figury dźwiękowe i ich projekcję (ruch w wymiarze wertykalnym, horzontalnym i ukośnym) z fizycznym czasem i przestrzenią. Środkom muzycznym nadał znaczenie daleko wykraczające poza obszar materii dźwiękowej (np. wyobrażenie Słońca czy ulubionego toposu poetyckiego Lorki - Księżyca). 
Symbolikę kompozycji Crumba uwydatnia ich wieloznaczna strona graficzna, nawiązująca do XIV- i XV-wiecznej symbolicznej piktografii (tzw. eye-notation).
Crumb eksplorował mało znane obszary brzmienia (efekty gry wewnątrz fortepianu, użycie przystawek mikrofonowych, instrumenty egzotyczne), tzw. polifonię barw.
W 1968 otrzymał Nagrodę Pulitzera za utwór Echoes of Time and the River, w 1971 nagrodę na Międzynarodowej Trybunie Kompozytorów Unesco za Ancient Voices of Children (1971) oraz nagrodę im. Kusewickiego za nagranie płytowe tego utworu.
Jedną z najbardziej znanych kompozycji jest kwartet Black Angels (1970) na amplifikowany kwartet smyczkowy. Kompozytor wykorzystuje w nim kabalistykę liczb 7 i 13 determinując nimi długości fraz, liczbę dźwięków w grupach, czas trwania, wzory repetycji, następstwa interwałów (dis-a-e). Symboliczne odniesienia w kompozycji reprezentowane są m.in. przez trillo di diabolo i diabolus in musica. Utwór składa się z trzech części, nawiązujących do trzech etapów wędrówki duszy: Odejście (utrata łaski), Nieobecność (unicestwienie duchowe) i Powrót (odkupienie).

## Kompozycje

### Orkiestrowe
- Gethsemane (1947), na małą orkiestrę
- Diptych (1955)
- Variazioni (1959), na wielką orkiestrę
- Echoes of Time and the River (Echoes II) (1967)
- A Haunted Landscape (1984)

### Wokalno-instrumentalne
- Star-Child (1977, poprawiono: 1979), na sopran, antyfonalne dziecięce głosy, mówiący męski chór, dzwonki i wielką orkiestrę (wykonawcy kierowani są przez 4 dyrygentów)

### Kameralne/Instrumentalne
- Dwa duety (1944?), na flet i klarnet
- Cztery utwory (1945), na skrzypce i fortepian
- Sonata skrzypcowa (1949)
- Trio smyczkowe (1952)
- Trzy utwory pasterskie (1952), na obój i fortepian
- Sonata altówkowa (1953)
- Kwartet smyczkowy (1954)
- Sonata na wiolonczelę solo (1955)
- Cztery nokturny (Muzyka nocy II) (1964), na skrzypce i fortepian
- Jedenaście ech jesieni, 1965 (Echa I) (1966), na skrzypce, na flet altowy, klarnet i fortepian
- Black Angels (Obrazy I) (1970), na elektryczny kwartet smyczkowy
- Vox Balaenae (Głos wieloryba) (1971), na elektryczny flet, elektryczną wiolonczelę i fortepian preparowany (utwór utrzymany w konwencji teatru instrumentalnego: maski, światło, pantomima; dzieło inspirowane głosem wieloryba)
- Muzyka na letni wieczór (Makrokosmos III) (1974), na dwa fortepiany preparowane i dwóch perkusistów
- Dream Sequence (Images II) (1976), na skrzypce, wiolonczelę, fortepian, perkusistę i poza sceną harmonikę szklaną (dwóch wykonawców)
- Trio smyczkowe (1982)
- Pastoral Drone (1982), na organy
- An Idyll for the Misbegotten (Images III) (1986), na nagłośniony flet i trzech perkusistów
- Świt wielkanocny (1991), na carillon
- Quest (1994), na gitarę, saksofon sopranowy harfę, kontrabas i dwóch perkusistów
- Mundus Canis (Psi świat) (1998), na gitarę i perkusję

### Fortepianowe
- Sonata fortepianowa (1945)
- Preludium i toccata (1951)
- Pięć utworów (1962)
- Makrokosmos, Volume I (1972), na fortepian preparowany
- Makrokosmos, Volume II (1973), na fortepian preparowany
- Celestial Mechanics (Makrokosmos IV) (1979), na fortepian preparowany (na cztery ręce)
- A Little Suite for Christmas, A.D. 1979 (1980)
- Gnomic Variations (1981)
- Processional (1983)
- Zeitgeist (Tableaux Vivants) (1988), na dwa fortepiany preparowane
- Eine Kleine Mitternachtmusik (Mała nocna muzyka) (2002)
- Otherworldly Resonances (2003), na dwa fortepiany

### Wokalne
- Cztery pieśni (1945?), na głos, klarnet i fortepian
- Siedem pieśni (1946), na głos i fortepian
- Trzy wczesne pieśni (1947), na głos i fortepian
- A Cycle of Greek Lyrics (1950?), na głos i fortepian
- Night Music I (1963, revised 1976), na sopran, fortepian/czelestę i dwóch perkusistów
- Madrigals, Book I (1965), na sopran, wibrafon i kontrabas
- Madrigals, Book II (1965), na sopran, flet altowy, flet piccolo i perkusję
- Songs, Drones, and Refrains of Death (1968), na baryton, gitarę elektryczną, elektryczny kontrabas, fortepian preparowany/elektryczny klawesyn i dwóch perkusistów
- Night of the Four Moons (1969), na alt, flet altowy/flet piccolo, banjo, elektryczną wiolonczelę i perkusję
- Madrigals, Book III (1969), na sopran, harfę i perkusję
- Madrigals, Book IV (1969), na sopran, flet altowy/flet piccolo, harfę, kontrabas i perkusję
- Ancient Voices of Children (1970), na mezzosopran, sopran chłopięcy, obój, mandolinę, harfę, fortepian preparowany (i zabawkowe pianino) oraz perkusję (3 perkusistów)
- Lux Aeterna (1971) na sopran, flet basowy/sopranowy flet prosty, sitar i dwóch perkusistów (wykonawcy-tancerze są zamaskowani)
- Apparition (1979), na sopran i fortepian preparowany
- The Sleeper (1984), na sopran i fortepian
- Federico’s Little Songs for Children (1986), na sopran, 4 flety (zwykły, piccolo, altowy, basowy) i harfę
- American Songbook I: The River of Life (2003), na sopran, kwartet perkusistów i fortepian
- American Songbook II: A Journey Beyond Time (2003), na sopran, kwartet perkusistów i fortepian
- American Songbook III: Unto the Hills (2001), na sopran, kwartet perkusistów i fortepian
- American Songbook IV: Winds of Destiny (2004), na sopran, kwartet perkusistów i fortepian
- American Songbook V: Voices from a Forgotten World (2007), na sopran, baryton, kwartet perkusistów i fortepian
- American Songbook VI: Voices from the Morning of the Earth (2008) na sopran, baryton, kwartet perkusistów i fortepian

### Chóralne
- Alleluja (1948), na chór a cappella

## Filmografia
- George Crumb: The Voice of the Whale (1976). Producent i reżyser – Robert Mugge. Wywiad przeprowadził – Richard Wernick. Nowy Jork, New York: Rhapsody Films (wydany 1988).